# Tempio (Giorgio Sangiorgi)
Tempio è un romanzo di fantascienza di Giorgio Sangiorgi, pubblicato nel 1999 da Perseo Libri (poi Elara libri), nell'ambito della rivista Futuro Europa. Nel 2011 è stato ripubblicato in volume a parte da Edizioni Scudo.

## Trama
Sulla Luna, all'improvviso, compare una strana struttura con proprietà difficilmente spiegabili da un punto di vista scientifico. Dopo i primi studi, il luogo diventa per un periodo attrazione turistica e infine viene dimenticato dal pubblico. Resta a sorvegliarlo Daniel, solitario guardiano in attesa di visitatori che non giungono. Questo fino alla sera in cui un ospite inatteso gli lascia un pacco misterioso che contiene una neonata. Allevandola come un padre, Daniel scopre che la sua figlia adottiva è misteriosamente connessa al Tempio ed entrambi lo sono al futuro dell'umanità.